# Dimarellina
Dimarellina is een subtribus van netvleugelige insecten die behoort tot de geslachtengroep Nemoleontini uit de familie mierenleeuwen (Myrmeleontidae). 

## Geslachten
Het bestaat uit ruim vier geslachten:
- Brasileon Miller and Stange, 1989
- Dimarella Banks, 1913